# Resolució 536 del Consell de Seguretat de les Nacions Unides
La Resolució 536 del Consell de Seguretat de les Nacions Unides, aprovada el 18 de juliol de 1983 després de recordar resolucions 425 (1978), 426 (1978),  508 (1982), 509 (1982) i 520 (1982), així com l'estudi del Secretari General sobre la Força Provisional de les Nacions Unides al Líban (FPNUL), el Consell va decidir prorrogar el mandat de la FPNUL durant tres mesos més fins al 19 d'octubre de 1983.
El Consell va demanar al Secretari General que informés sobre els progressos realitzats respecte a l'aplicació de la resolució.
La resolució 536 va ser aprovada per 13 vots contra cap, amb dues abstencions de la República Popular de Polònia i la Unió Soviètica.